# Чимакадзе, Арчил Иванович
Арчи́л Ива́нович Чимака́дзе (груз. არჩილ ივანეს ძე ჩიმაკაძე; 5 марта 1919, Чиатура, Грузинская ССР, ныне Грузия — 1991) — грузинский композитор и педагог. Народный артист Грузинской ССР (1973).

## Биография
В 1940 году окончил математический факультет Тбилисского университета. В 1945 году — Тбилисскую консерваторию у Андрея Баланчивадзе, а в 1951 году — аспирантуру при Московской консерватории у Анатолия Александрова. В 1960—1963 годах — директор 1-го государственного музыкального училища в Тбилиси. В 1963—1967 годах — директор Грузинского театра оперы и балета. С 1972 года — художественный руководитель музыкального вещания Грузинского радио и телевидения. С 1968 года преподавал в Тбилисской консерватории, где в 1978 году становится доцентом, а в 1983 году — профессором. Писал музыку к спектаклям и фильмам. Член КПСС с 1964 года.

## Театр

### Театр имени Шота Руставели
- «Арагвинцы» А. Апхаидзе (1958)
- «Бахтриони» по поэме Важи-Пшавелы (1960)
- «Пиросмани» (1961)

### Тбилисский академический театр имени К. Марджанишвили
- «Медея» (1962)

## Сочинения
- кантата «Сердце Картли» для сопрано, хора и оркестра (1952, на стихи Мириана Абуладзе)
- кантата для хора и оркестра «Клятва миру» (1954, на стихи Давида Гагечиладзе)
- кантата «Ленину» (1970, на стихи С. И. Мачавариани)
- кантата «Слава тебе» (1971, на стихи Нодара Гурешидзе)
- «Пролог» для хора, оркестра и чтеца (1962)
- «Коронация Тинатин» для хора и оркестра (1966, оба — из музыкально-литературной композиции «Витязь в тигровой шкуре»)
- симфоническая поэма «Девлети» (1946, по новелле «Лашхетский господин» Серго Клдиашвили)
- «Песня Пиросмани» для мужского вокального квартета в сопровождении симфонического оркестра

## Награды
- два ордена «Знак Почёта» (17.04.1958; 02.04.1966)
- 1961 — Заслуженный деятель искусств Грузинской ССР
- 1973 — Народный артист Грузинской ССР